# Dangun Feveron
Dangun Feveron (弾銃フィーバロン en japonais, également connu en dehors du Japon sous le nom de Fever SOS) est un shoot 'em up développé par Cave paru en 1998 sur borne d'arcade.

## Équipe de développement
- Producteur: Kenichi Takano
- Graphic Designer: Naoki Ogiwara (荻原　直樹), Hiroyuki Tanaka (田中　周幸)
- Programmeurs: CRUSTY, Takashi Ichimura (市村　崇志), Hiroyuki Uchida (内田　裕之)
- Musique: Ryuichi Yabuki (矢吹　隆一), Quark Company, T's Music
- Remerciements: Atunori Aburatani, Tsuneki Ikeda, Satoru Kamiyama, Toshiaki Tomizawa, Yuko Nakamura (中村　祐子), 平沢　利保